# Matsucoccus yunnanensis
Matsucoccus yunnanensis är en insektsart som beskrevs av Ferris 1950. Matsucoccus yunnanensis ingår i släktet Matsucoccus och familjen pärlsköldlöss. Inga underarter finns listade i Catalogue of Life.